# Ross County Football Club 2014-2015
Questa voce raccoglie le informazioni riguardanti il Ross County Football Club nelle competizioni ufficiali della stagione 2014-2015.

## Stagione
La squadra confermò il settimo posto della stagione precedente

## Maglie
| Manica sinistra · Maglietta · Maglietta · Manica destra · Pantaloncini · Calzettoni | Manica sinistra · Maglietta · Maglietta · Manica destra · Pantaloncini · Pantaloncini · Calzettoni · Calzettoni |

## Rosa
| N. |                             | Ruolo | Calciatore       |
| -- | --------------------------- | ----- | ---------------- |
| 1  | Spagna (bandiera)           | P     | Antonio Reguero  |
| 4  | Scozia (bandiera)           | C     | Rocco Quinn      |
| 5  | Scozia (bandiera)           | D     | Scott Boyd       |
| 6  | Scozia (bandiera)           | D     | Steven Saunders  |
| 7  | Inghilterra (bandiera)      | A     | Joe Cardle       |
| 8  | Scozia (bandiera)           | C     | Richard Brittain |
| 9  | Inghilterra (bandiera)      | A     | Jake Jervis      |
| 11 | Inghilterra (bandiera)      | A     | Craig Curran     |
| 12 | Inghilterra (bandiera)      | D     | Jamie Reckord    |
| 13 | Scozia (bandiera)           | D     | Darren Barr      |
| 16 | Irlanda del Nord (bandiera) | A     | Liam Boyce       |
| 17 | Scozia (bandiera)           | A     | Steven Ross      |
| 18 | Inghilterra (bandiera)      | D     | Ben Frempah      |
| 20 | Lituania (bandiera)         | A     | Darvydas Sernas  |
| 21 | Scozia (bandiera)           | P     | Mark Brown       |
| 22 | Spagna (bandiera)           | C     | Rubén Palazuelos |
| 23 | Irlanda (bandiera)          | A     | Graham Carey     |

| N. |                        | Ruolo | Calciatore       |
| -- | ---------------------- | ----- | ---------------- |
| 24 | Italia (bandiera)      | A     | Raffaele De Vita |
| 26 | Scozia (bandiera)      | C     | Martin Woods     |
| 30 | Scozia (bandiera)      | C     | Tony Dingwall    |
| 31 | Canada (bandiera)      | C     | Terry Dunfield   |
| 43 | Scozia (bandiera)      | D     | Paul Quinn       |
| 44 | Scozia (bandiera)      | D     | Marcus Fraser    |
| -  | Belgio (bandiera)      | D     | Tim Dreesen      |
| -  | Slovenia (bandiera)    | D     | Uroš Celcer      |
| -  | Scozia (bandiera)      | D     | Lewis Toshney    |
| -  | Inghilterra (bandiera) | D     | Jim Fenlon       |
| -  | Paesi Bassi (bandiera) | D     | Jordi Balk       |
| -  | Australia (bandiera)   | C     | Jackson Irvine   |
| -  | Slovacchia (bandiera)  | C     | Filip Kiss       |
| -  | Paesi Bassi (bandiera) | A     | Darren Maatsen   |
| -  | Paesi Bassi (bandiera) | A     | Melvin de Leeuw  |
| -  | Martinica (bandiera)   | A     | Yoann Arquin     |
| -  | Scozia (bandiera)      | A     | Michael Gardyne  |

## Risultati

### Scottish Premiership
| Arbitro: | Kevin Clancy |

|                 |           |                                                   |
| Jake Jervis 55’ | Marcatori | 31’ Michael Francis O'Halloran 48’ Steven MacLean |

| Arbitro: | Andrew Dallas |

|                                                                                     |           |  |
| Stuart Bannigan 40’ Ben Frempah 55’ (aut.) Gary Fraser 73’ Stephen O'Donnell 90'+2’ | Marcatori |  |

| Arbitro: | Brian Colvin |

|                |           |                                    |
| Liam Boyce 81’ | Marcatori | 39’ Josh Magennis 56’ Tope Obadeyi |

| Arbitro: | Steven McLean |

|                                    |           |                 |
| Nadir Ciftci 19’ Chris Erskine 86’ | Marcatori | 51’ Jake Jervis |

| Arbitro: | Willie Collum |

| |           |  |
| Martin Canning 47’ Mickaël Antoine-Curier 56’ (rig.) Mickaël Antoine-Curier 63’ (rig.) Jason Scotland 90'+1’ | Marcatori |  |

| Arbitro: | Steven McLean |

|                |           |                                 |
| Liam Boyce 78’ | Marcatori | 49’ Iain Vigurs 54’ John Sutton |

| Arbitro: | Craig Thomson |

|                                                        |           |  |
| Adam Rooney 20’ David Goodwillie 26’ Peter Pawlett 50’ | Marcatori |  |

| Arbitro: | Craig Charleston |

|                                           |           |                    |
| Michael Gardyne 27’ Darren Maatsen 90'+2’ | Marcatori | 69’ David Clarkson |

| Arbitro: | Craig Thomson |

|                    |           |                  |
| Marley Watkins 49’ | Marcatori | 20’ Yoann Arquin |

| Arbitro: | Bobby Madden |

|  |           |                                                                                               |
|  | Marcatori | 11’ John Guidetti 14’ Callum McGregor 29’ Anthony Stokes 35’ Jason Denayer 56’ Anthony Stokes |

| Arbitro: | Don Robertson |

|                                     |           |                                 |
| Adam Drury 44’ Jeroen Tesselaar 60’ | Marcatori | 11’ Paul Quinn 58’ Graham Carey |

| Arbitro: | Willie Collum |

|  |           |                       |
|  | Marcatori | 56’ (aut.) Paul Quinn |

| Arbitro: | Stephen Finnie |

|  |           |                                                        |
|  | Marcatori | 33’ Graham Carey 40’ Michael Gardyne 45'+2’ Paul Quinn |

| Arbitro: | Steven McLean |

|                                                   |           |                 |
| James McFadden 39’ Michael Francis O'Halloran 73’ | Marcatori | 75’ Jake Jervis |

| Arbitro: | Bobby Madden |

|                                     |           |                                                        |
| Yoann Arquin 76’ Darren Maatsen 89’ | Marcatori | 21’ Nadir Ciftci 48’ Stuart Armstrong 58’ Nadir Ciftci |

| Arbitro: | Willie Collum |

|                                   |           |                                           |
| John Sutton 53’ Henrik Ojamaa 59’ | Marcatori | 45'+1’ Tony Dingwall 90'+3’ Tony Dingwall |

| Arbitro: | John Beaton |

|  |           |                   |
|  | Marcatori | 6’ Martin Canning |

| Glasgow 27 dicembre 2014, ore 16:00 18ª giornata | Celtic         | 0 – 0 referto | Ross County | Celtic Park (45.798 spett.)\| Arbitro: \| Crawford Allan \| |
| Arbitro:                                         | Crawford Allan |               |             |                                                             |

| Arbitro: | Steven McLean |

|                    |           |                                                 |
| Jackson Irvine 60’ | Marcatori | 27’ Aaron Doran 58’ Aaron Doran 73’ Billy McKay |

| Arbitro: | Craig Thomson |

|                   |           |                  |
| Jim McAlister 52’ | Marcatori | 65’ Craig Curran |

| Arbitro: | Alan Muir |

|                  |           |  |
| Craig Curran 33’ | Marcatori |  |

| Arbitro: | Brian Colvin |

|                |           |                                  |
| Liam Boyce 82’ | Marcatori | 16’ Sean Kelly 87’ Stevie Mallan |

| Arbitro: | Craig Thomson |

|                                                                       |           |  |
| Adam Rooney 12’ Peter Pawlett 50’ Shay Logan 61’ David Goodwillie 85’ | Marcatori |  |

| Arbitro: | Kevin Clancy |

|  |           |                  |
|  | Marcatori | 52’ Kris Commons |

| Arbitro: | John Beaton |

|                    |           |                        |
| Marley Watkins 38’ | Marcatori | 76’ (aut.) Gary Warren |

| Arbitro: | Calum Murray |

|                                                      |           |                                 |
| Martin Woods 34’ Paul Quinn 58’ Raffaele De Vita 62’ | Marcatori | 53’ Conor Grant 78’ Fraser Kerr |

| Arbitro: | Stephen Finnie |

|                 |           |                                                         |
| Lyle Taylor 68’ | Marcatori | 11’ Craig Curran 65’ Raffaele De Vita 71’ Marcus Fraser |

| Arbitro: | Andrew Dallas |

|                   |           |  |
| Jamie Reckord 66’ | Marcatori |  |

| Arbitro: | Craig Thomson |

|                                    |           |                                      |
| Jason Scotland 2’ Dougie Imrie 18’ | Marcatori | 28’ Craig Curran 72’ Michael Gardyne |

| Arbitro: | Bobby Madden |

|                                      |           |                  |
| Michael Gardyne 23’ Craig Curran 59’ | Marcatori | 88’ Lee Ashcroft |

| Arbitro: | Steven McLean |

|                         |           |                                         |
| Nadir Ciftci 20’ (rig.) | Marcatori | 12’ Jackson Irvine 72’ Raffaele De Vita |

| Arbitro: | Kevin Clancy |

|                |           |  |
| Liam Boyce 84’ | Marcatori |  |

| Arbitro: | Willie Collum |

|  |           |                                                 |
|  | Marcatori | 30’ Liam Boyce 75’ Liam Boyce 90'+2’ Liam Boyce |

| Arbitro: | Don Robertson |

|                     |           |                                          |
| Michael Gardyne 21’ | Marcatori | 26’ Frédéric Frans 54’ Stephen O'Donnell |

| Arbitro: | Crawford Allan |

|                    |           |                |
| Scott McDonald 19’ | Marcatori | 41’ Liam Boyce |

| Arbitro: | Steven McLean |

|                         |           |                                                 |
| Martin Woods 31’ (rig.) | Marcatori | 39’ Stevie Mallan 90'+1’ (rig.) Steven Thompson |

| Arbitro: | Bobby Madden |

|                                    |           |                        |
| Michael Gardyne 58’ Liam Boyce 85’ | Marcatori | 27’ Lucas Tagliapietra |

| Arbitro: | Euan Anderson |

|                 |           |                                |
| Greg Kiltie 36’ | Marcatori | 63’ Liam Boyce 76’ Rocco Quinn |

### Scottish Cup
| Arbitro: | John Beaton |

|                                                  |           |                 |
| Michael Francis O'Halloran 7’ James McFadden 12’ | Marcatori | 63’ Jake Jervis |

### Scottish League Cup
| Arbitro: | Craig Charleston |

|                |           |                                    |
| Sean Winter 3’ | Marcatori | 15’ Melvin de Leeuw 39’ Liam Boyce |

| Arbitro: | Stephen Finnie |

|  |           |                                             |
|  | Marcatori | 22’ Dominique Malonga 36’ Dominique Malonga |